# كأس رابطة الدول المستقلة 2011
كأس رابطة الدول المستقلة 2011 هو الموسم 19 من كأس رابطة الدول المستقلة. كان عدد الأندية المشاركة فيه 16، وفاز فيه نادي إنتر باكو.